# Weinbau in Kalifornien
Das Weinbaugebiet Kalifornien hat für amerikanische Verhältnisse eine lange Geschichte und konnte sich seit den 1970er Jahren als eines der weltweit führenden Weinbaugebiete etablieren. Besondere Aufmerksamkeit erhält dabei das Wine Country nördlich von San Francisco. Wenn auch in allen 50 Bundesstaaten der Vereinigten Staaten Weinbau betrieben wird, vereint Kalifornien den Löwenanteil der amerikanischen Weinbauproduktion auf sich. Schätzungen gehen von einem Anteil von über 90 Prozent aus. Im Gegensatz zum Weinbau an der Ostküste wurde hier schon früh Wein aus europäischen Edelreben gekeltert.
Gemäß dem amerikanischen Weingesetz stellt jeder Bundesstaat eine geschützte Herkunftsbezeichnung dar.

## Geschichte

### Die frühen Jahre

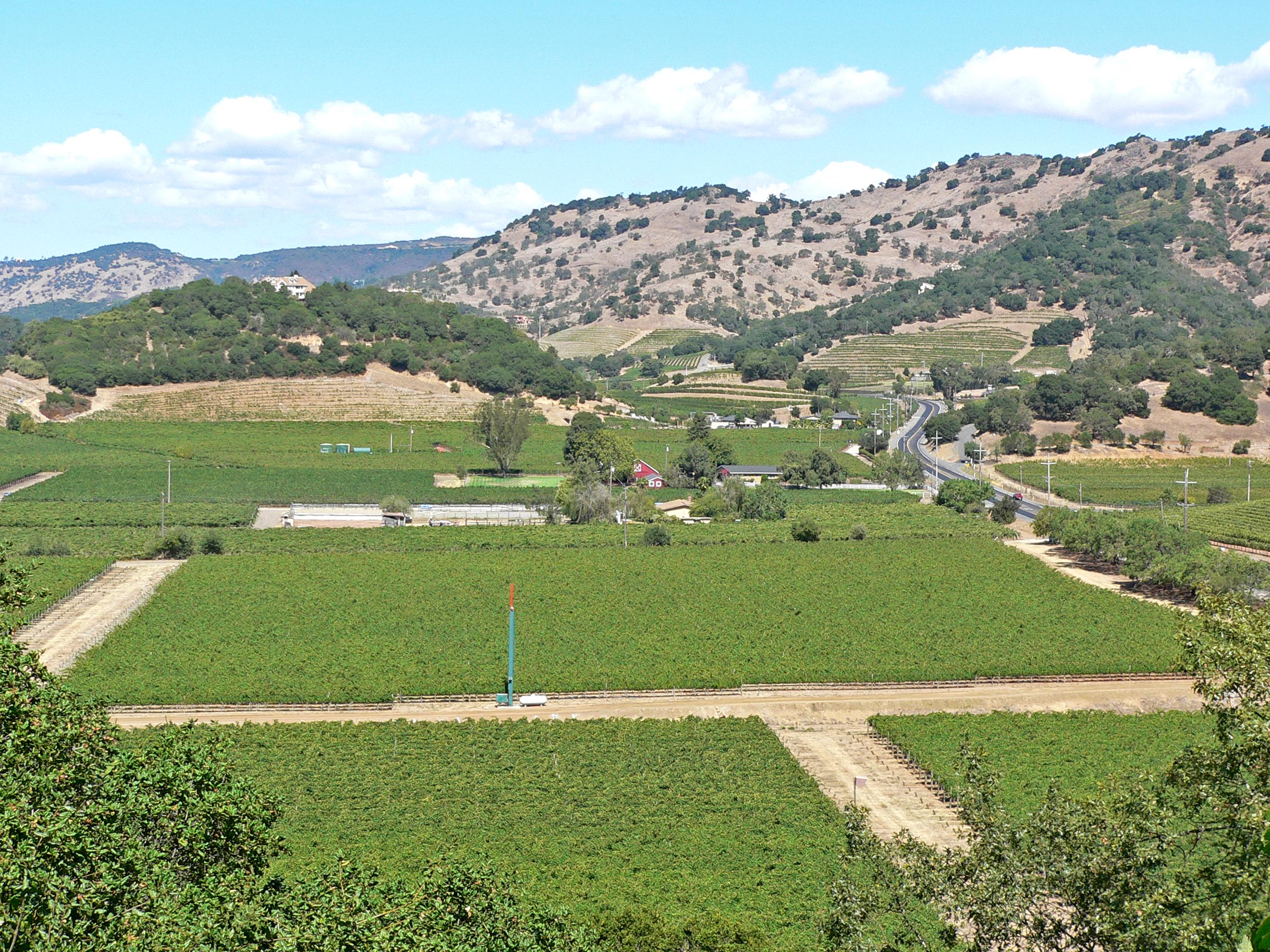
Weingärten im Napa Valley

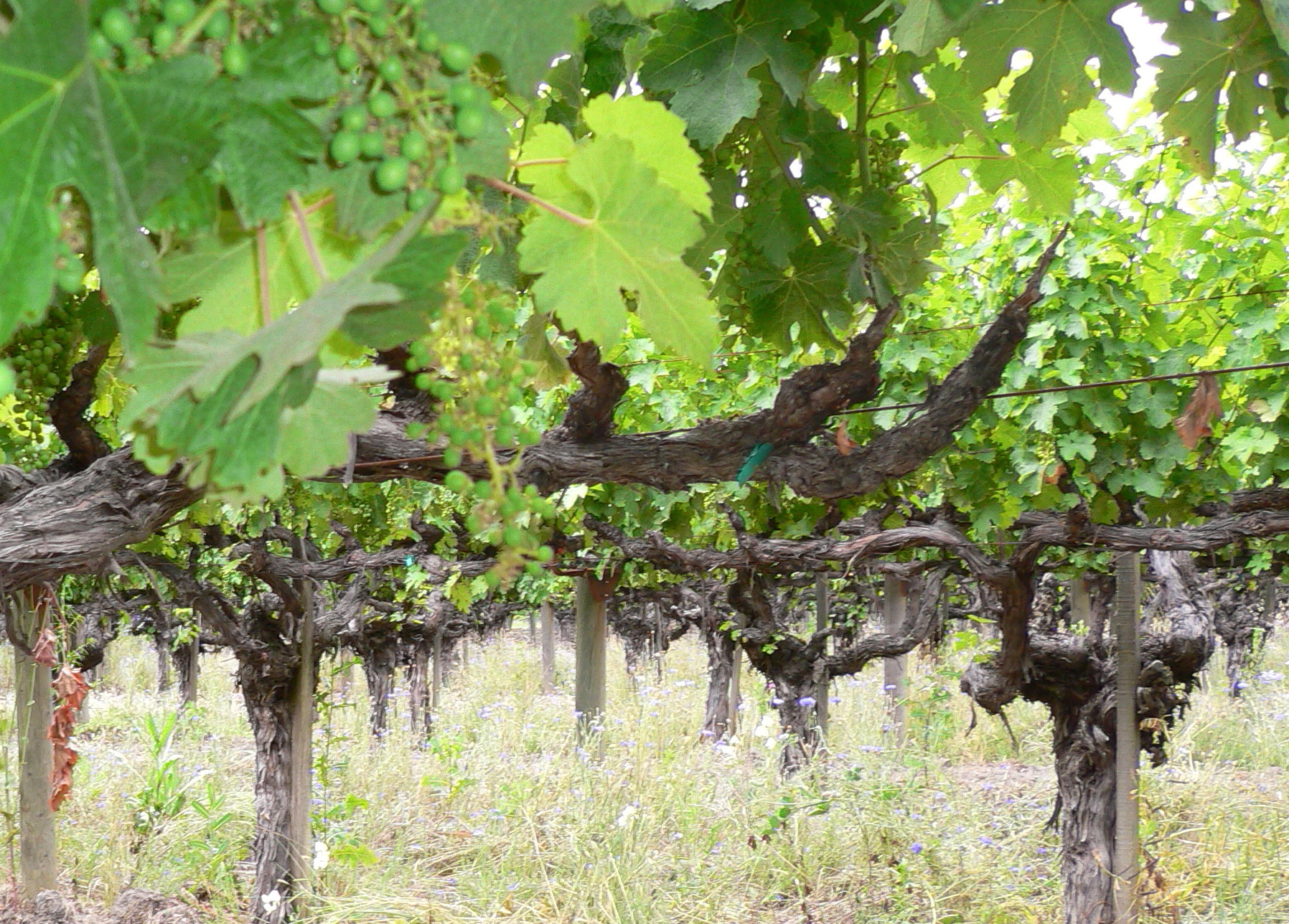
Weinreben in Kalifornien

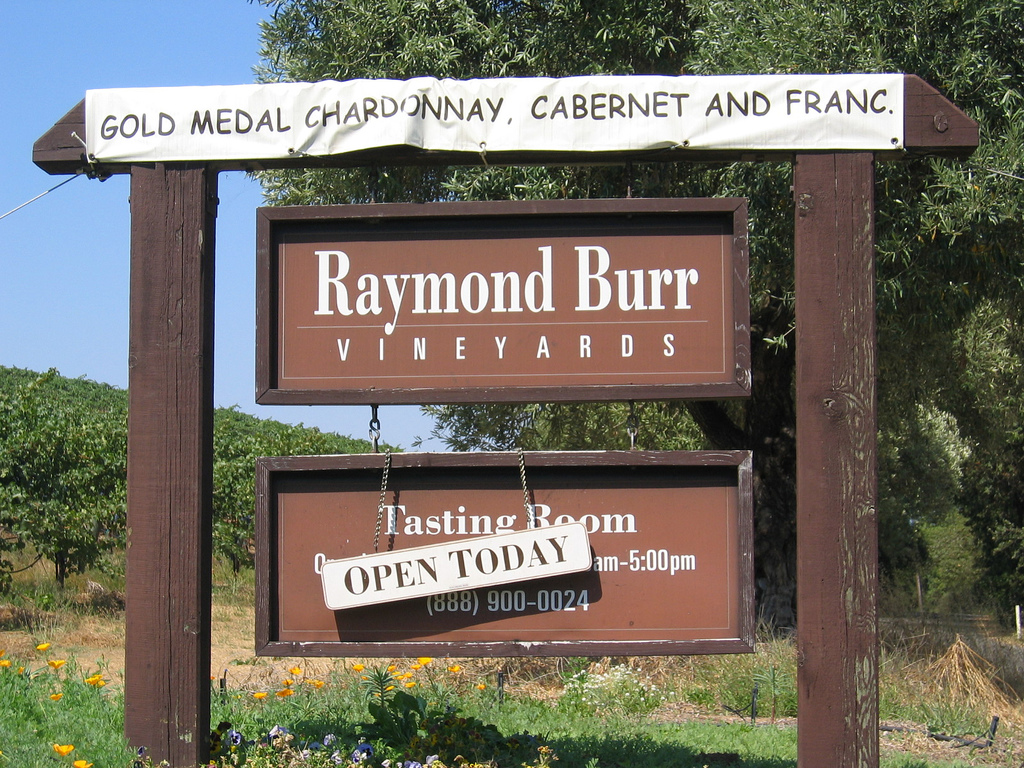
Ein Weinbaubetrieb in Kalifornien

1769 errichtete Gaspar de Portolá einen Militärposten und der Franziskaner Junípero Serra die erste Kalifornische Missionsstation, Mission San Diego de Alcala. Serra legte in unmittelbarer Nähe der Mission den ersten kalifornischen Weinberg an, um über den notwendigen Messwein zu verfügen. Bis zu seinem Tod im Jahr 1784 legte Pater Serra den Grundstein für weitere acht Missionsstationen in Kalifornien, die alle mit eigenen Rebanpflanzungen ausgestattet waren. Er wird daher im Allgemeinen als der Vater des kalifornischen Weines angesehen. Es wird angenommen, dass das Rebmaterial aus schon vorhandenen Anpflanzungen im nahen Mexiko kam. Angepflanzt wurden Setzlinge der Rebsorte Mission, die bis Ende des 19. Jahrhunderts den Rebsortenspiegel Kaliforniens dominieren sollte.
Neben der Sorte Mission wurden mit Sicherheit auch Versuche mit amerikanischen Wildreben gemacht. Aufgrund des ausgeprägten Fox-Tons dieser Sorten suchten die europäischen Einwanderer nach Mitteln, den gewohnten Geschmack auch in Kalifornien zu erzielen. Der erste schriftliche Nachweis eines Imports europäischer Sorten berichtet von Anpflanzungen im Jahr 1833 durch den Offizier Louis Bauchet und den französischstämmigen Einwanderer Jean-Louis Vignes aus Béguey. Die Anpflanzungen lagen an den Straßen Macy und Aliso im heutigen Los Angeles.
In den 1850er und 1860er Jahren importierte der ungarische Soldat und spätere Sheriff von San Diego, Agoston Haraszthy, europäische Rebsorten, da er vom Wein der Rebsorte Mission enttäuscht war. Neben einer Fülle von heute unbekannten Setzlingen waren bereits zwei Rebsorten im Sortiment Harasztys, die die kalifornische Weinwelt nachhaltig beeinflussen sollten: die Sorten Muscat of Alexandria und Zinfandel. Bei seinen Anbauversuchen stellt er schnell fest, dass das Klima bei San Diego für einen Qualitätsweinanbau viel zu warm ist. Er gründete daher 1852 Anpflanzungen in der Nähe der Bucht von San Francisco und im Jahr 1857 konzentrierte er seine Anstrengungen auf das Sonoma Valley. Er gründete dort den noch heute bestehenden Weinbaubetrieb Buena Vista Winery. Zusammen mit der Gundlach-Bundschu Winery, dem ältesten noch bestehenden Familienunternehmen, begründet dieser Betrieb den Ruf des Sonoma Valley als Keimzelle der kalifornischen Weinbauindustrie.
Im Jahr 1861 gründet Charles Krug in St. Helena den ersten kommerziellen Weinbaubetrieb des Napa Valley.
Durch die rege Importtätigkeit von europäischen Rebsorten gelangten im Jahr 1863 amerikanische Wildrebsorten nach Europa. Die Setzlinge waren von der Reblaus befallen und lösten in der Folge eine der größten Katastrophen der europäischen Weinbaugeschichte aus.
Im Kampf gegen die Reblaus wurden verschiedene Lösungswege beschritten. Neben der Züchtung von sogenannten Hybridreben schlug der bekannte kalifornische Pflanzenzüchter Thomas Munson vor, die edlen Weinreben auf resistente zu pfropfen. Diese Lösung setzte sich schließlich generell durch und wird bis heute weltweit praktiziert.
Die im Jahr 1879 begründete Inglenook Winery in Rutherford, California war das erste kalifornische Weingut, das Weine im Stile eines Bordeaux ausbaute. Bereits 1889 konnte das Weingut in Paris erste Preise gewinnen.
Ironischerweise blühte der kalifornische Weinbau auf, als die Reblauskatastrophe den Weinbau in Europa nahezu an den Rand des Ruins brachte. Bis zum Jahr 1900 konnten internationale Handelsstrukturen aufgebaut werden und der Wein wurde bis nach Australien, Kanada, Zentralamerika, Deutschland und dem Großbritannien exportiert.

### Die Zeit der Prohibition
Während sich die Reblaus noch als förderlich erwies, brach der amerikanische Weinbau schließlich unter der Bewegung der Alkoholprohibition zusammen. 33 Bundesstaaten folgten dieser Bewegung bereits vor dem Ausbruch des Ersten Weltkriegs. Im Jahr 1919 schließlich wurde die Prohibition durch Unterzeichnung des 18. Zusatzartikel zur Verfassung der Vereinigten Staaten nationales Gesetz. Der Zusatzartikel lautet: Binnen eines Jahres nach Ratifizierung dieses Zusatzes sind die Herstellung, der Verkauf und der Transport von berauschenden Flüssigkeiten innerhalb, sowie die Einfuhr derselben in und die Ausfuhr derselben aus den Vereinigten Staaten von Amerika und allen Gebieten, in denen deren Rechtsprechung gilt, verboten, so sie zum Verzehr bestimmt sind.
Eine Ausnahmegenehmigung bestand in der Form, dass jedem Haushalt die Herstellung von 200 Gallonen nicht-alkoholischem Cider und Fruchtsaft pro Jahr erlaubt war. Durch eine großzügige Auslegung dieser Regel wurde schließlich in tausenden kleiner Haushalte illegal Wein ausgebaut und auf dem Landweg geschmuggelt. Die Schmuggler erhielten später den Namen „Bootlegger“. Der Preis frischer Tafeltrauben zog ob der steigenden Nachfrage merklich an. Die vormals mit hochwertigen Rebsorten bestockten Rebflächen wurden auf den Anbau gut zu transportierender, robuster Tafeltrauben umgestellt. Die Auswirkungen dieser Politik waren noch bis zum Anfang der 1970er Jahre zu spüren, da der Markt einen konstant hohen Überschuss an billiger Massenware produzierte.
Als das nationale Prohibitionsgesetz am 5. Dezember 1933 durch Unterzeichnung des 21. Zusatzartikel zur Verfassung der Vereinigten Staaten aufgehoben wurde, war die Weinbauindustrie nahezu vollständig zerstört. Obwohl sich einige wenige Weinbaubetriebe auf Weine mit medizinischer Anwendung oder als Messwein konzentrierten, fiel die Produktion zwischen 1919 und 1925 um 94 Prozent.

### Die Zeit nach der Prohibition

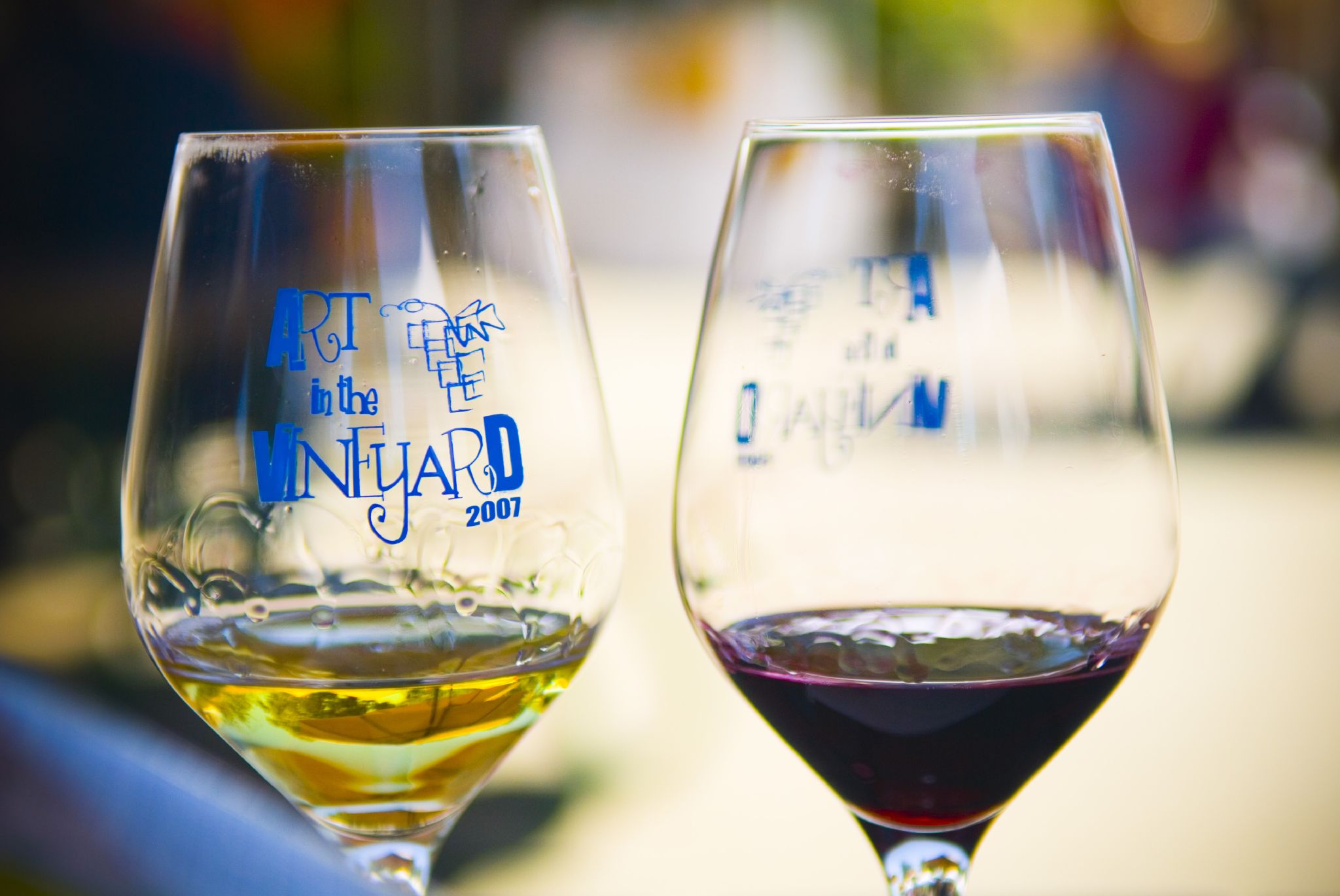
Kalifornischer Rot- und Weißwein

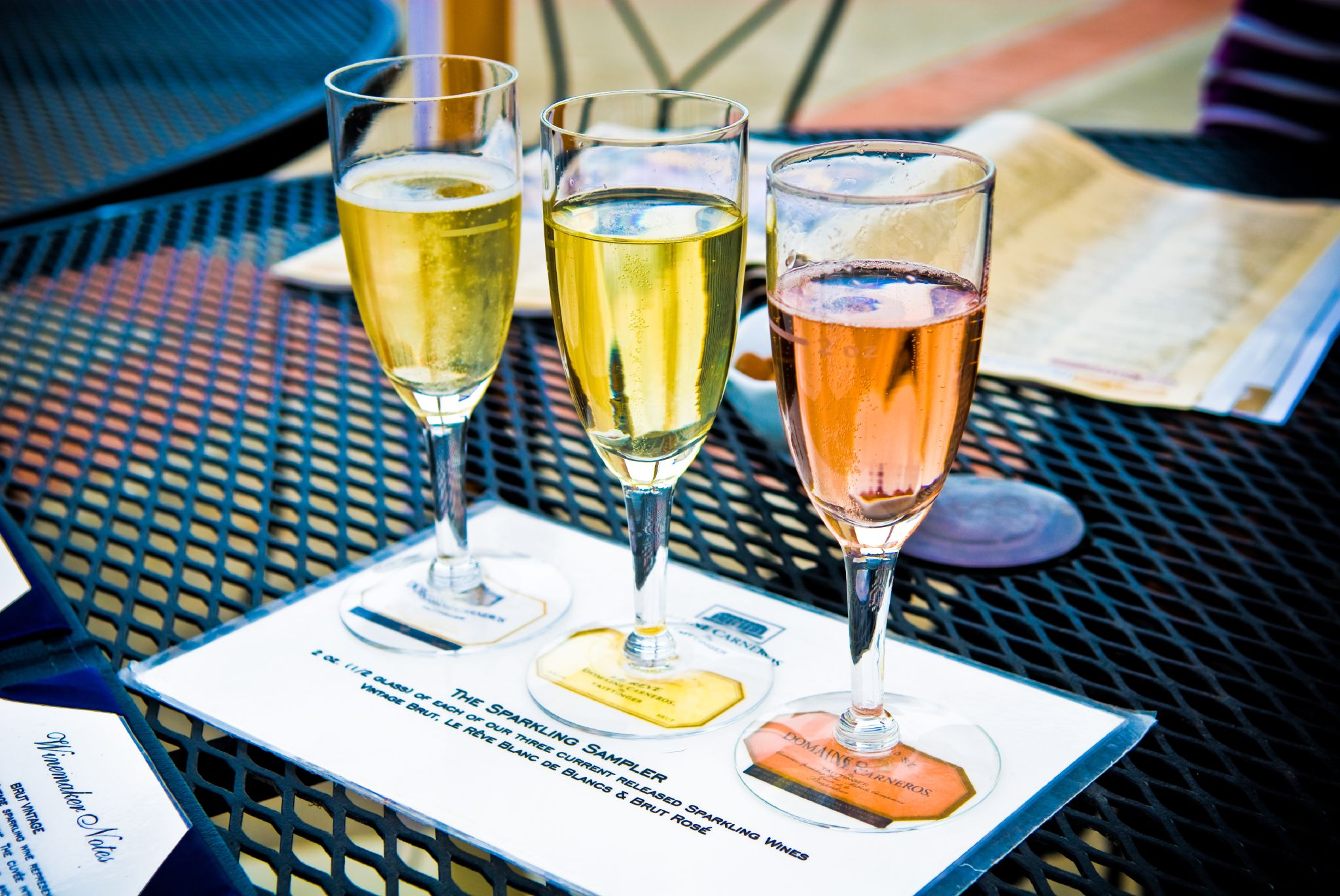
Auch Sekt wird in Kalifornien hergestellt

Trotz der formellen Aufhebung der Prohibition befolgten nicht alle Bundesstaaten das nationale Gesetz. Kansas hielt bis 1948 am Verbot von Alkohol fest, Oklahoma bis 1957 und Mississippi bis 1966.
Nach der Aufhebung des Alkoholverbots wurde der Markt mangels funktionierender Strukturen sowie hochwertigen Rebmaterials zuerst mit minderwertiger Massenware überschüttet. Der Wein war meist von so schlechter Qualität, dass die lokalen Produkte von der einheimischen Bevölkerung gemieden wurden. Bestverkauftes Produkt waren alkoholverstärkte Dessertweine mit einem Alkoholgehalt von bis zu 20 Vol.-%, die eine preisgünstige, da steuerlich begünstigte Alternative zu harten Alkoholika darstellten.
Vor der Prohibition stellten trockene Tafelweine fast 75 % des Marktes. Nach der Prohibition bis zum Anfang der 1960er Jahre nahmen die gespriteten Weine eine ähnlich dominierende Rolle ein. Erst 1968 sank ihr Anteil auf unter 50 Prozent der amerikanischen Weinproduktion.
Vor 1919 gab es in den Vereinigten Staaten mehr als 2500 Weingüter. Bis 1933 hatten weniger als 100 davon überlebt und in Kalifornien sollte es bis 1986 dauern, bis der Stand von vor 1919 wieder erreicht und schließlich übertroffen wurde.
In Kalifornien setzten insbesondere die Weinbauforschungsinstitute der University of California in Davis und der California State University von Fresno neue Impulse und führte eine neue Generation junger Winzer und Weinmacher an die internationalen Qualitätsstandards eines hochwertigen Weinbaus heran.